# الکساندرا زاویه‌روشانکا
الکساندرا زاویه‌روشانکا (لهستانی: Aleksandra Zawieruszanka؛ زادهٔ ۳ آوریل ۱۹۳۷) بازیگر اهل لهستان است. وی دانش‌آموختهٔ آکادمی ملی هنرهای نمایشی الکساندر زلوروویچ در ورشو است.
از فیلم‌ها یا مجموعه‌های تلویزیونی که وی در آن‌ها نقش داشته‌است، می‌توان به سفری برای یک لبخند، در خوشی و سختی، قماری بالاتر از زندگی و پیروزی آسان اشاره نمود.